# Fîrouz-Kôh
Ne doit pas être confondu avec Firouzkouh.

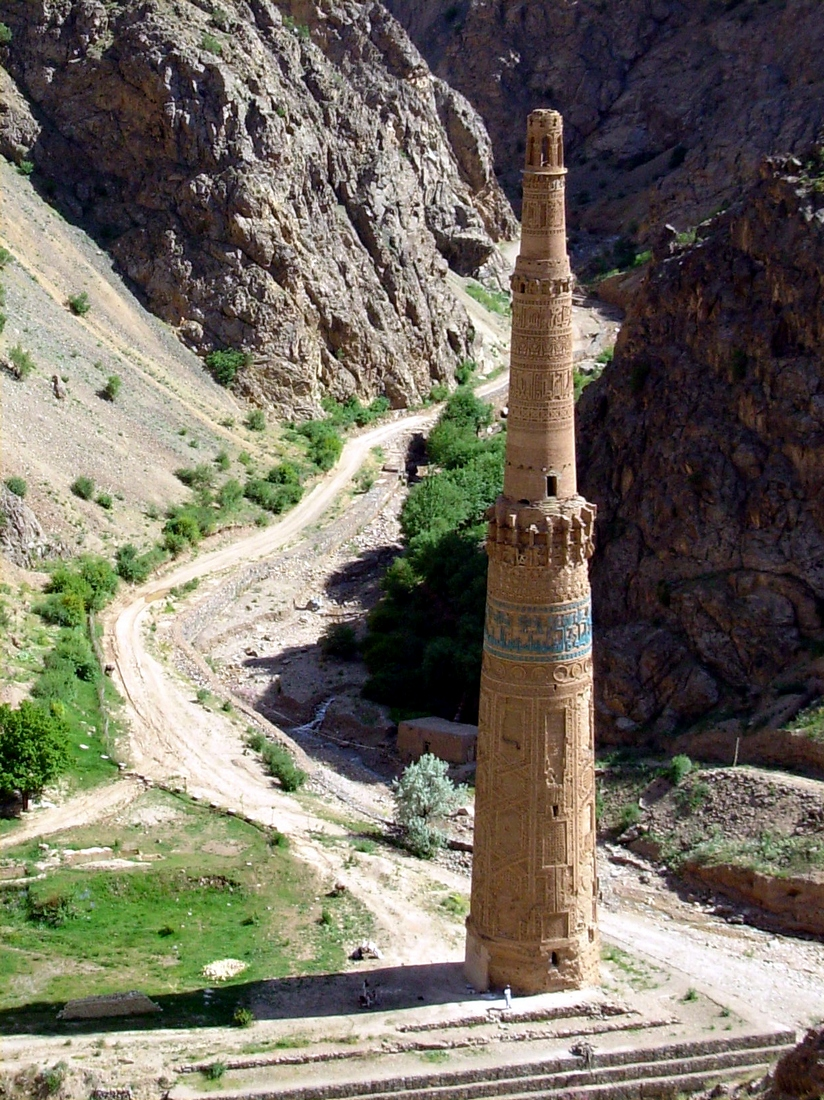
Minaret de Djâm

Fîrouz-Kôh (فیروزکوه en persan), Montagne de Victoire ou Montagne de Turquoise, était la capitale des souverains ghorides de la province de Ghôr, qui régnèrent de 1149 à 1212 au centre de l'Afghanistan actuel. Réputée comme une des plus grandes cités de son époque, elle a été détruite par Ogödei, fils de Genghis Khan, en 1222-1223.
Il a été proposé que le minaret présent sur le site archéologique de Djâm, dans le district de Shahrak, province de Ghôr, est le seul vestige de la cité.
« Le minaret de Jam marque probablement le site de l’ancienne ville de Firuzkoh, la capitale de la dynastie ghoride qui régna sur l’Afghanistan et certaines régions de l’Inde du Nord, de Chaghcharan au golfe Persique, aux XIIe et XIIIe siècles.
 »
Il semble aussi qu'une communauté juive était présente sur le site, comme en témoignent des inscriptions sur des pierres tombales découvertes dans les années 1950. 
Le site a souffert d'un pillage à grande échelle dans les environs immédiats du minaret, et le produit de ces fouilles sauvages a été dispersé sur les marchés d'Hérat, Kaboul et Téhéran.